# Plagiothecium georgicoantarcticum
Plagiothecium georgicoantarcticum är en bladmossart som beskrevs av Kindberg 1891. Plagiothecium georgicoantarcticum ingår i släktet sidenmossor, och familjen Plagiotheciaceae. Inga underarter finns listade i Catalogue of Life.